# ميشيل بوليو
ميشيل بوليو هو كاتب وشاعر كندي، ولد في 31 أكتوبر 1941، وتوفي في 10 يوليو 1985.